# Raymond Offner (essayiste)
Pour les articles homonymes, voir Raymond Offner.
Raymond Offner (1896-1969) est un pacifiste, essayiste et romancier français.

## Biographie
Offner fut membre et trésorier de la Ligue internationale des combattants de la paix.
En octobre 1930, il collabore à une nouvelle revue, L'Alliance littéraire, chez Figuière, dirigée par Alexandre Mercereau, puis il en reprend la direction ; il y eut onze numéros.

## Publications
La plupart des ouvrages de Raymond Offner furent publiés par Eugène Figuière.
- De Jésus-Christ à Karl Marx, Figuière, 1927
- Les Chaînes brisées, E. Figuière, 1928
- Vaincre, E. Figuière, 1929
- Avant la venue du pape en France, E. Figuière, 1930
- Mourir, E. Figuière, 1931
- Balkans, Préface d'Heinrich Mann, E. Figuière, 1932
- À la lanterne..., Éditions de la Ligue internationale des combattants de la paix, 1933
- Pax, préface de Victor Margueritte, Figuière, 1933
- Fléchettes, F. Piton, 1936
- La bonne nouvelle éternelle, Éditions de Paris, 1936
- La croix humaine: drame en 3 actes, R. Debresse, 1937
- Richard Wagner, Grandes Edit. de Paris, 1938
- Ludwig van Beethoven, l'inexpliqué, Éditions du Mail, 1947
- Le Premier amour de Luther, l'Amitié par le livre, 1948

Roman
- Le Secret du destin, Impr. commerciale ; Éditions des Portiques, 144, avenue des Champs-Élysées, 1934
- Amour exotique: reportage romancé, impr. E. Ramlot ; Éditions de Paris, 211, rue de la Convention, 1936
- La Griserie des heures, impr. E. Ramlot ; Éditions de Paris, 1937